# كيك (خدمة)
كيك (بالإنجليزية: Kick)‏(ويُعرف أيضًا باسم Kick.com) هي عبارة عن خدمة بث مباشر

## وصلات خارجية
- الموقع الرسمي